# El Huisachal
El Huisachal är en ort i Mexiko.   Den ligger i kommunen Matamoros och delstaten Tamaulipas, i den östra delen av landet, 700 km norr om huvudstaden Mexico City. El Huisachal ligger 9 meter över havet och antalet invånare är 112.
Terrängen runt El Huisachal är mycket platt. Runt El Huisachal är det ganska tätbefolkat, med 134 invånare per kvadratkilometer. Närmaste större samhälle är El Longoreño, 10,5 km väster om El Huisachal. Trakten runt El Huisachal består till största delen av jordbruksmark.